# Монологи вагины
«Монологи вагины» (англ. The Vagina Monologues) ― пьеса, написанная Ив Энслер, премьера которой состоялась в Центре искусств HERE на Бродвее в Нью-Йорке, а затем в 1996 году в Вестсайдском театре. Она описывает сексуальные переживания, образ тела, калечащие операции на половых органах, репродукцию, уход за влагалищем, менструальные периоды и ряд других тем глазами женщин разных возрастов и рас.
Чарльз Ишервуд из The New York Times назвал пьесу «самой важной частью политического театра последнего десятилетия».
В 2018 году газета The New York Times написала, что «ни один час театра не оказал большего влияния во всём мире» в статье «Великая работа продолжается: 25 лучших американских пьес со времен „Ангелов в Америке“».
Первоначально Энслер сыграла как в премьере на Бродвее, так и в первой постановке за пределами Бродвея. Когда она покинула её, пьеса была переделана с тремя знаменитыми монологами. Пьеса была поставлена на международном уровне, а телевизионная версия с участием Энслер была выпущена кабельным телеканалом HBO. В 1998 году Энслер и другие, в том числе продюсер Уилла Шалит запустили глобальное некоммерческое движение, которое собрало более 100 миллионов долларов США для благотворительных организаций, работающих над прекращением насилия в отношении женщин и девочек.
В 2011 году Энслер была удостоена премии Изабель Стивенсон на 65-й церемонии вручения премии Тони, которая присуждается человеку из театрального сообщества, внесшему значительный вклад от имени гуманитарных, социальных или благотворительных организаций. Энслер была удостоена этой награды за создание некоммерческого движения «День победы», которое собирает деньги и информирует общественность о насилии в отношении всех женщин и девочек и усилиях по его прекращению.

## Выступления в колледжах
Каждый год пьеса ставится в сотнях университетских городков в рамках кампании «V-Day».
Вдохновлённые «Монологами вагины», многие колледжи начали разрабатывать свои собственные пьесы. Спектакли в них всегда разные, не всегда написаны заранее, и иногда актёры пишут свои собственные монологи. «Монологи вагины» также послужили источником вдохновения для пьес «Йони Ки Баат», «Монологов маньяка» и «версии „Монологов вагины“ для психически больных».

### Критика
- Camille Paglia on V-Day
- Christina Hoff Sommers on V-Day Meets P-Day
- An article by Harriet Lerner on the misuse of the word «vagina» in Ensler’s work and the culture at large
- Applauding Rape at Georgetown